# Les Dieux voulant instruire un fils de Jupiter
Les Dieux voulant instruire un fils de Jupiter ou Pour Monseigneur le duc du Maine est la deuxième fable du livre XI de Jean de La Fontaine situé dans le second recueil des Fables de La Fontaine, édité pour la première fois en 1678.

## Texte de la fable
Jupiter eut un fils qui se sentant du lieu

Dont il tirait son origine

Avait l’âme toute divine.

L’enfance n’aime rien : celle du jeune Dieu

Faisait sa principale affaire

Des doux soins d’aimer et de plaire.

En lui l’amour et la raison

Devancèrent le temps, dont les ailes légères

N’amènent que trop tôt, hélas ! chaque saison.

Flore aux regards riants, aux charmantes manières,

Toucha d’abord le cœur du jeune Olympien.

Ce que la passion peut inspirer d’adresse,

Sentiments délicats et remplis de tendresse,

Pleurs, soupirs, tout en fut : bref, il n’oublia rien.

Le fils de Jupiter devait par sa naissance

Avoir un autre esprit et d’autres dons des Cieux,

Que les enfants des autres Dieux.

Il semblait qu’il n’agît que par réminiscence,

Et qu’il eût autrefois fait le métier d’amant,

Tant il le fit parfaitement.

Jupiter cependant voulut le faire instruire.

Il assembla les Dieux, et dit : J’ai su conduire

Seul et sans compagnon jusqu’ici l’univers :

Mais il est des emplois divers

Qu’aux nouveaux Dieux je distribue.

Sur cet enfant chéri j’ai donc jeté la vue.

C’est mon sang : tout est plein déjà de ses Autels.

Afin de mériter le rang des immortels,

Il faut qu’il sache tout. Le maître du Tonnerre

Eut a peine achevé que chacun applaudit.

Pour savoir tout, l’enfant n’avait que trop d’esprit.

Je veux, dit le Dieu de la guerre,

Lui montrer moi-même cet art

Par qui maints Héros ont eu part

Aux honneurs de l’Olympe et grossi cet empire.

Je serai son maître de lyre,

Dit le blond et docte Apollon.

Et moi, reprit Hercule à la peau de Lion,

Son maître à surmonter les vices,

À dompter les transports, monstres empoisonneurs,

Comme Hydres renaissants sans cesse dans les cœurs.

Ennemi des molles délices,

Il apprendra de moi les sentiers peu battus

Qui mènent aux honneurs sur les pas des vertus.

Quand ce vint au Dieu de Cythère,

Il dit qu’il lui montrerait tout.

L’Amour avait raison : de quoi ne vient à bout

L’esprit joint au désir de plaire ?
— Jean de La Fontaine, Fables de La Fontaine, Les Dieux voulant instruire un fils de Jupiter, texte établi par Jean-Pierre Collinet, Fables, contes et nouvelles, Gallimard, « Bibliothèque de la Pléiade », 1991, p. 427